# Christian Kraft (Hohenlohe-Ingelfingen)
Christian Kraft, Graf zu Hohenlohe-Ingelfingen (* 15. Julijul. / 25. Juli 1668greg. in Langenburg; † 2. Oktober 1743 in Ingelfingen) war von 1699 bis 1743 regierender Graf von Hohenlohe, seit 1701 Graf zu Hohenlohe-Ingelfingen.

## Abstammung
Graf Christian Kraft war einer der Söhne des Grafen  Heinrich Friedrich zu Hohenlohe-Langenburg und dessen zweiter Frau, Gräfin Juliana Dorothea zu Castell-Remlingen (1640–1706).

## Herrschaft
Graf Christian Kraft trat die Herrschaft nach dem Tod des Vaters 1699 gemeinsam mit seinen Brüdern Albrecht Wolfgang und Friedrich Eberhard an. Bei der Teilung der Herrschaft 1701 erhielt Christian Kraft als Anteil Ingelfingen und begründete damit eine eigene Linie, die seit 1805 als Linie Hohenlohe-Öhringen bis heute weiter existiert, wohingegen der ältere Bruder Albrecht Wolfgang die bis heute blühende Linie Langenburg fortsetzte und der jüngere Bruder Friedrich Eberhard eine eigene Linie in Kirchberg begründete, die jedoch 1861 im Mannesstamm erlosch.
Durch die Teilung von 1701 war auch das Städtchen Ingelfingen zur Residenz erhoben worden und erhielt ein eigenes Schloss, das Schloss Ingelfingen, welches bis zum Jahre 1805 der Linie Hohenlohe-Ingelfingen als Herrschaftssitz diente. Graf Christian Kraft war der erste Schlossherr in Ingelfingen. Zudem war er Direktor des fränkischen Reichsgrafenkollegiums sowie seit 1715 Senior der Neuensteiner Hauptlinie des Hauses Hohenlohe.

## Nachkommen
Am 6. Dezember 1701 heiratete Graf Christian Kraft in Pfedelbach Maria Katharina Sophia Gräfin von Hohenlohe-Waldenburg-Pfedelbach (* 26. Februar 1680; † 4. Oktober 1761). Sie war eine Tochter von Graf Hiskias von Hohenlohe-Waldenburg-Pfedelbach und Gräfin Dorothea Elisabeth. Aus der Ehe von Graf Christian Kraft mit Maria Katharina Sophia gingen 17 Kinder hervor, von denen jedoch nur fünf Söhne und vier Töchter das Erwachsenenalter erreichten. Zum Stammhalter wurde lediglich einer der jüngeren Söhne dieser Ehe, seit 1764 Fürst Heinrich August zu Hohenlohe-Ingelfingen, dessen Linie 1805 Öhringen übernahm und bis heute als Linie Hohenlohe-Öhringen fortbesteht.
Die neun erwachsen gewordenen Kinder waren:
- Philipp Heinrich, Graf, seit 1764 Fürst zu Hohenlohe-Ingelfingen (* 10. September 1702 in Ingelfingen; † 5. April 1781 ebenda) ⚭ 4. März 1727 in Langenburg Albertine Gräfin von Hohenlohe-Langenburg

- Christian Ludwig Moritz (* 1. März 1704; † 27. Dezember 1758 in Schrozberg) ⚭ 24. April 1746 in Rossla Luise Henriette Gräfin zu Stolberg-Rossla (* 11. Dezember 1720 in Rossla; † 4. Januar 1795 in Schrozberg)

- Magdalena Dorothea (* 9. September 1705; † 18. April 1762) ⚭ 23. Februar 1747 in Rüdenhausen Johann Friedrich Graf zu Castell-Rüdenhausen († 1749)

- Sophie Albertine (* 26. August 1706 in Ingelfingen; † 30. Dezember 1768)

- Friederike Charlotte (* 29. Oktober 1707 in Ingelfingen; † 13. Mai 1782 in Wernigerode) ⚭ 19. Oktober 1729 in Ingelfingen Heinrich August Graf zu Stolberg-Schwarza († 1748)

- Christiane Eleonore (* 5. Oktober 1709; † 31. September 1782 in Ingelfingen)

- Heinrich August, Graf, seit 1764 Fürst zu Hohenlohe-Ingelfingen (* 10. Juli 1715 in Hermersberg; † 13. Februar 1796 in Ingelfingen) ⚭ 26. September 1743 in Öhringen Wilhelmine Gräfin von Hohenlohe-Oehringen (1717; † 1794)

- Albrecht Wolfgang (* 11. August 1717 in Ingelfingen; † 18. Mai 1742 in Kopenhagen)

- August Wilhelm, Graf, seit 1764 Fürst zu Hohenlohe-Ingelfingen (* 12. Mai 1720 in Ingelfingen; † 15. Februar 1769 in Ohrdruf) ⚭ in erster Ehe am 26. November 1752 in Coburg Augustina Gräfin von Auersperg (* 1729; † 14. Dezember 1753 in Gotha), ⚭ in zweiter Ehe am 30. Dezember 1754 in Sommershausen Josina Elisabeth Gräfin von Rechteren-Limpurg (* 11. Februar 1736; † 24. April 1804 in Ohrdruf)